# Collen Edward Melville Richards
Collen Edward Melville Richards, britanski general, * 1888, † 1971.